# Sesto Pals
Sesto Pals (n. 18 septembrie 1913, Odessa, Imperiul Rus – d. 27 octombrie 2002, Tel Aviv, Israel) a fost un poet suprarealist român. 

## Biografie
Făcând studiile la București și Galați, l-a avut drept coleg de bancă pe Gherasim Luca. Astfel, se aliniează revistei Alge încă de la primul număr al acesteia. Semnează uneori cu pseudonimele Sesto sau D. Amprentu.
Arestat pentru pornografie în 1933, la închisoarea Văcărești, este eliberat la intervenția părinților. În urma acestei experiențe, Sesto Pals, din cauza presiunilor, mai ales pentru că familia sa încă nu avea cetățenie română, a fost nevoit să renunțe (pentru moment) la poezie.
În 1934 devine student la Politehnică pe care o termină în 1940. Emigrează în 1970 în Israel și revine la literatură abia în 1982. Poemele sale au fost publicate în 1998 în volumul Omul ciudat (prefațat de Nicolae Țone) la Editura Vinea - carte republicată în 2003 la Editura Paideia.

## Citat
„Cam așa se întâmplă
Când îți cântă greierii în tâmplă...”

## Volume
- Omul ciudat, ediție îngrijită de poetul Nicolae Țone, Editura Vinea, 1998, reeditare la Editura Paideea, 2003.[2]
- Poezie avangardistă și alte poeme (1930-1955), antologie și ediție îngrijită de Michael Finkenthal, Editura Tracus Arte, București, 2015, 152 pag.[3]